# Liste von Court Tombs in Irland
Die Liste von Court Tombs in Irland enthält Court Tombs in der Republik Irland und in Nordirland.
Die Seite des irischen National Monument Service NMS und die Seite des Northern Ireland Sites & Monument Record NISMR enthalten alle bekannten Court Tombs.
Auf der irischen Insel sind über 400 Court Tombs bekannt.
In der Spalte Lage/SMR werden die Geodaten, angegeben:
- Oben die Koordinaten in internationaler Schreibweise im dezimalen Graden (am besten kopierbar)
- darunter die Werte des Irish Grid des Ordnance Survey Ireland (OSI)
- darunter die SMR-Nummern des NMS und NISMR. SMR steht für „Sites and Monument Record“. Dies ist eine für jedes Monument eindeutig vergebene Kennzeichnung, die neben einer Nummer eine Kurzform des Countynamens enthält. Die Struktur ist in der Republik und Nordirland unterschiedlich.

Wurde eine Anlage versetzt, so sind hier die ursprünglichen Daten angegeben. Die aktuellen Koordinaten werden im dazugehörigen Artikel zusätzlich aufgeführt.
In der Gaeltacht sind die Namen der Townlands auf NMS in irisch angegeben, während sie in der anderen Literatur überwiegend in englisch angegeben sind. Für die Gaeltacht werden hier beide Namen aufgeführt.

## Liste der Court Tombs
County: Antrim Armagh Cavan Clare Derry Donegal Down Fermanagh Galway Kilkenny Leitrim Louth Mayo Monaghan Sligo Tipperary Tyrone Waterford
| Name (Townland)                           | Bekannt als                          | Ort                       | County             | Bemerkung                                          | Position                                                     | Bild |
| ----------------------------------------- | ------------------------------------ | ------------------------- | ------------------ | -------------------------------------------------- | ------------------------------------------------------------ | ---- |
|                                           |                                      |                           |                    |                                                    |                                                              |      |
| Antrim                                    |                                      |                           |                    |                                                    |                                                              |      |
| Antynanum                                 |                                      | Glenarm                   | Antrim             |                                                    | 54,930268° N, 6,042032° W D 255 109 ANT 029:092              |      |
| Ballymacaldrack                           | Dooey’s Cairn                        | Dunloy                    | Antrim             |                                                    | 55,001556° N, 6,404389° W D 021 182 ANT 022:012              |      |
| Ballymarlagh                              |                                      | Ballymena                 | Antrim             |                                                    | 54,850518° N, 6,225274° W D 140 017 ANT 038:002              |      |
| Ballyutoag                                |                                      | Belfast                   | Antrim             |                                                    | 54,64604° N, 6,00226° W J 290 794 ANT 056:024                |      |
| Ballyvoy                                  |                                      |                           | Antrim             |                                                    | 55,208997° N, 6,181721° W D 152 417 ANT 005:003              |      |
| Browndod                                  |                                      | Antrim                    | Antrim             |                                                    | 54,764694° N, 6,12675° W J 201 923 ANT 044:035               |      |
| Craigs                                    | The Broad Stones                     | Rasharkin                 | Antrim             |                                                    | 54,99582° N, 6,47072° W C 979 175 ANT 022:023                |      |
| Lubitavish                                | Ossian’s Grave                       | Cushendall                | Antrim             |                                                    | 55,088778° N, 6,101306° W D 212 284 ANT 019:006              |      |
| Tervillin                                 | Cloghafadd                           | Ballycastle               | Antrim             |                                                    | 55,208764° N, 6,143706° W D 182 417 ANT 005:016              |      |
| Armagh                                    |                                      |                           |                    |                                                    |                                                              |      |
| Annaghmare                                | Black Castle                         | Crossmaglen               | Armagh             |                                                    | 54,10175° N, 6,61725° W H 904 178 ARM 027:007                |      |
| Ballintaggart                             |                                      | Portadown                 | Armagh             | Jetzt im Ulster Folk Museum in Cultra              | 54,408444° N, 6,500415° W H 974 521 ARM 009:006              |      |
| Ballymacdermot                            | The Fairy Ring                       | Newry                     | Armagh             |                                                    | 54,15425° N, 6,369806° W J 065 240 ARM 026:015               |      |
| Clonlum                                   |                                      | Slieve Gullion            | Armagh             |                                                    | 54,130905° N, 6,402599° W J 044 213 ARM 029:004              |      |
| Clontygora                                | The King’s Ring                      | Slieve Gullion            | Armagh             |                                                    | 54,112206° N, 6,320906° W J 098 194 ARM 029:011              |      |
| Cavan                                     |                                      |                           |                    |                                                    |                                                              |      |
| Banagher                                  |                                      | Cavan                     | Cavan              | Nahezu zerstört                                    | 53,944431° N, 7,282625° W N 469 996 CV026-005----            |      |
| Cohaw                                     | Giant’s Grave                        | Cootehill                 | Cavan              | Dual Court                                         | 54,057377° N, 7,018162° W H 643 124 CV018-005----            |      |
| Doon                                      |                                      | Ballyconnell              | Cavan              | Dual Court                                         | 54,121314° N, 7,581978° W H 273 192 CV010-013----            |      |
| Gartnanoul                                |                                      | Killeshandra              | Cavan              | Dual Court                                         | 54,010833° N, 7,491389° W H 333 069 CV019-035----            |      |
| Clare                                     |                                      |                           |                    |                                                    |                                                              |      |
| Ballyganner North                         |                                      | Noughaval                 | Clare              |                                                    | 53,00621° N, 9,16353° W R 219 956 CL009-059063               |      |
| Parknabinnia                              |                                      | Corofin                   | Clare              |                                                    | 52,987886° N, 9,101842° W R 260 935 CL017-180007-            |      |
| Teergonean                                |                                      | Doolin                    | Clare              |                                                    | 53,029362° N, 9,389867° W R 068 984 CL008-002001-            |      |
| Derry                                     |                                      |                           |                    |                                                    |                                                              |      |
| Ballybriest                               | Carnanbane                           | Cookstown                 | Derry              | Dual Court                                         | 54,739444° N, 6,817778° W H 761 885 LDY045:003               |      |
| Carrick East                              |                                      | Limavady                  | Derry              |                                                    | 54,998217° N, 6,902278° W C 704 173 LDY017:010               |      |
| Knockoneill                               |                                      | Dungiven                  | Derry              |                                                    | 54,919668° N, 6,722496° W C 819 087 LDY026:052               |      |
| Tamnyrankin                               |                                      | Swatragh                  | Derry              |                                                    | 54,933194° N, 6,698917° W C 834 103 LDY026:013               |      |
| Donegal                                   |                                      |                           |                    |                                                    |                                                              |      |
| Baile an Teampaill Ballintemple           |                                      | Falcarragh                | Donegal            | 1978/79 zerstört.                                  | 55,12833° N, 8,09207° W B 941 312 DG025-041----              |      |
| Ballymunterhiggin                         |                                      | Ballyshannon              | Donegal            |                                                    | 54,48128° N, 8,18813° W G 878 592 DG107-083----              |      |
| Bavan                                     |                                      | Killybegs                 | Donegal            |                                                    | 54,62709° N, 8,54065° W G 651 755 DG097-020----              |      |
| Carricknamoghil                           |                                      | Killybegs                 | Donegal            |                                                    | 54,6694° N, 8,4228° W G 727 802 DG091-002----                |      |
| Crevary Upper                             |                                      | Rathmullan                | Donegal            | Kann auch Portal Tomb sein.                        | 55,09538° N, 7,56563° W C 277 276 DG037-006----              |      |
| Cruagh Beg, An Croaghbeg                  | Pontabane Carn                       | Killybegs                 | Donegal            |                                                    | 54,623446° N, 8,548421° W G 646 751 DG097-017001-            |      |
| Dumhaig, An Dooey                         |                                      | Lettermacaward            | Donegal            | Court T. nicht sicher; kann auch Portal Tomb sein. | 54,8728° N, 8,36712° W B 764 028 DG065-001----               |      |
| Drumanoo                                  | Dermot and Grania's Bed              | Killybegs                 | Donegal            |                                                    | 54,61365° N, 8,46493° W G 700 740 DG097-033----              |      |
| Fearann Mhic Giolla Bhríde Farranmacbride | Mannernamortee Einfriedung der Toten | Glencolumbkille           | Donegal            |                                                    | 54,713889° N, 8,718611° W G 535 854 DG080-006----            |      |
| Fargáin, Na Farragans                     |                                      | Lettermacaward            | Donegal            |                                                    | 54,85962° N, 8,3467° W B 777 013 DG065-017----               |      |
| Garvagh, Corradooey                       |                                      | Ballybofey und Castlederg | Donegal und Tyrone | Liegt genau auf der Grenze                         | 54,729503° N, 7,689195° W H 201 869 DG087-007---- TYR015:005 |      |
| Knockergrana                              |                                      | Culdaff                   | Donegal            |                                                    | 55,266657° N, 7,134264° W C 551 469 DG012-006----            |      |
| Laraghirril                               | Temple of Deen                       | Culdaff                   | Donegal            |                                                    | 55,266806° N, 7,156944° W C 536 469 DG012-003----            |      |
| Lurgan (DG 85)                            |                                      | Ballyshannon              | Donegal            |                                                    | 54,55784° N, 8,17193° W CG 889 677 DG103-022----             |      |
| Lurgan (DG 86)                            |                                      | Ballyshannon              | Donegal            |                                                    | 54,5522° N, 8,16122° W CG 896 671 DG103-030----              |      |
| Malin More                                | Cloghanmore                          | Glencolumbkille           | Donegal            |                                                    | 54,689167° N, 8,745861° W G 518 826 DG089-012----            |      |
| Ráith, An                                 | Dermot und Granias Bett              | Falcarragh                | Donegal            |                                                    | 55,14105° N, 8,06422° W B 959 326 DG025-035----              |      |
| Shalwy                                    | Muinner Carn                         | Kilcar                    | Donegal            |                                                    | 54,624722° N, 8,545556° W G 648 753 DG097-018----            |      |
| Down                                      |                                      |                           |                    |                                                    |                                                              |      |
| Audleystown                               |                                      | Strangford Lough          | Down               |                                                    | 54,376366° N, 5,597178° W J 561 503 DOW031:007               |      |
| Ballyalton                                |                                      | Downpatrick               | Down               |                                                    | 54,328869° N, 5,646225° W J 530 448 DOW038:006               |      |
| Ballynichol                               |                                      | Comber                    | Down               |                                                    | 54,529275° N, 5,746587° W J 459 668 DOW010:041               |      |
| Burren                                    |                                      | Warrenpoint               | Down               |                                                    | 54,139155° N, 6,265173° W J 134 255 DOW051:031               |      |
| Dunnaman                                  | Giant’s Grave                        | Kilkeel                   | Down               |                                                    | 54,068509° N, 6,03258° W J 288 150 DOW055:030                |      |
| Goward                                    |                                      | Hilltown                  | Down               |                                                    | 54,200805° N, 6,104598° W J 237 296 DOW048-030               |      |
| Moyad                                     | Rush’s Cove                          | Kilkeel                   | Down               |                                                    | 54,108° N, 6,031° W J 288 196 DOW055:052                     |      |
| Galway                                    |                                      |                           |                    |                                                    |                                                              |      |
| Ballynew (GA022-006)                      |                                      |                           | Galway             |                                                    | 53,5617° N, 10,06776° W L 630 588 GA022-006----              |      |
| Ballynew (GA022-007)                      |                                      |                           | Galway             |                                                    | 53,55958° N, 10,07405° W L 636 586 GA022-007----             |      |
| Cleggan                                   |                                      | Cleggan Bay               | Galway             |                                                    | 53,56172° N, 10,10339° W L 606 589 GA022-014----             |      |
| Flaskagh More                             |                                      | Williamstown              | Galway             |                                                    | 53,67139° N, 8,684° W M 545 693 GA005-051----                |      |
| Letterfrack                               |                                      | Letterfrack               | Galway             |                                                    | 53,54797° N, 9,950367° W L 707 570 GA023-020----             |      |
| Mweelin                                   |                                      | Letterfrack               | Galway             |                                                    | 53,5544° N, 9,87761° W L 755 577 GA023-024----               |      |
| Tonadooravaun                             |                                      | Renvyle                   | Galway             |                                                    | 53,599119° N, 10,03574° W L 649 630 GA009-021----            |      |
| Fermanagh                                 |                                      |                           |                    |                                                    |                                                              |      |
| Aghanaglack                               |                                      | Enniskillen               | Fermanagh          |                                                    | 54,34004° N, 7,852385° W H 097 435 FER210:034                |      |
| Dog Little                                | Skaghlea Cairn                       | Marble Arch Caves         | Fermanagh          |                                                    | 54,404904° N, 7,970257° W H 020 507 FER190:009               |      |
| Rossinure Beg                             | Giant's Grave                        | Derrygonnelly             | Fermanagh          |                                                    | 54,402119° N, 7,881053° W H 077 504 FER191:038               |      |
| Kilkenny                                  |                                      |                           |                    |                                                    |                                                              |      |
| Farnoge                                   |                                      | Mullinavat                | Kilkenny           | Dual Court                                         | 52,35025° N, 7,11867° W S 600 224 KK040-020001-              |      |
| Leitrim                                   |                                      |                           |                    |                                                    |                                                              |      |
| Carrigeengeare                            |                                      | Manorhamilton             | Leitrim            |                                                    | 54,30405° N, 8,09426° W G 939 394 LE012-010----              |      |
| Corracloona                               | Prince Connell’s Grave               | Garrison                  | Leitrim            | Typ unklar; könnte auch Wedge Tomb sein            | 54,33478° N, 8,00458° W G 997 429 LE008-013----              |      |
| Fenagh Commons Townland                   |                                      | Fenagh                    | Leitrim            | Dual Court                                         | 54,01705° N, 7,8383° W H 106 075 LE029-002----               |      |
| Shasgar                                   |                                      | Manorhamilton             | Leitrim            |                                                    | 54,40211° N, 8,16088° W G 896 504 LE004-011----              |      |
| Tullyskeherny (Süd)                       |                                      | Manorhamilton             | Leitrim            | Unmittelbar neben einem zweiten Court Tomb         | 54,28118° N, 8,15571° W G 899 369 LE011-038002-              |      |
| Tullyskeherny (Nord)                      |                                      | Manorhamilton             | Leitrim            | Unmittelbar neben einem zweiten Court Tomb         | 54,28141° N, 8,15545° W G 899 369 LE011-038001-              |      |
| Wardhouse (LE001-021)                     |                                      | Bundoran                  | Leitrim            | Teil eines Komplexes mehrerer Tombs                | 54,46943° N, 8,34709° W G 775 579 LE001-021----              |      |
| Wardhouse (LE001-024)                     |                                      | Bundoran                  | Leitrim            | Teil eines Komplexes mehrerer Tombs                | 54,46972° N, 8,34609° W G 776 580 LE001-024----              |      |
| Louth                                     |                                      |                           |                    |                                                    |                                                              |      |
| Aghnaskeagh                               |                                      | Dundalk                   | Louth              |                                                    | 54,06088° N, 6,35777° W J 075 136 LH004-033----              |      |
| Commons                                   |                                      | Carlingford               | Louth              |                                                    | 54,02298° N, 6,19665° W J 182 096 LH008-022----              |      |
| Rockmarshall                              |                                      | Cooley-Halbinsel          | Louth              |                                                    | 54,00919° N, 6,28475° W J 125 080 LH008-033----              |      |
| Mayo                                      |                                      |                           |                    |                                                    |                                                              |      |
| Aillemore                                 |                                      | Louisburgh                | Mayo               |                                                    | 53,69937° N, 9,87606° W L 761 738 MA095-020001-              |      |
| Ballybeg                                  |                                      | Ballina                   | Mayo               |                                                    | 54,07291° N, 9,1714° W G 113 333 MA039-050001-               |      |
| Ballyglass (MA007-046)                    |                                      | Ballycastle               | Mayo               |                                                    | 54,28156° N, 9,38642° W G 097 378 MA007-046----              |      |
| Ballyglass (MA007-045001)                 |                                      | Ballycastle               | Mayo               |                                                    | 54,28464° N, 9,38833° W G 096 381 MA007-045001-              |      |
| Bheithigh, An Behy                        |                                      | Céide Fields              | Mayo               | Nahezu vom Moor verdeckt                           | 54,3043° N, 9,46264° W G 049 404 MA006-013----               |      |
| Carbad More                               |                                      | Killala                   | Mayo               | Dual Court Tomb                                    | 54,23616° N, 9,25737° W G 181 326 MA015-028----              |      |
| Cartronmacmanus                           |                                      | Foxford                   | Mayo               |                                                    | 54,01247° N, 8,97607° W G 360 074 MA049-058001-              |      |
| Cashel                                    |                                      | Killala                   | Mayo               |                                                    | 54,2555° N, 9,2266° W G 201 347 MA015-020----                |      |
| Drumcollagh                               |                                      | Ballycroy                 | Mayo               | Zweitgrößtes Court Tomb Irlands, auch Drumgollagh  | 53,97916° N, 9,83198° W F 798 048 MA056-004001-              |      |
| Keel East                                 |                                      | Acaill Achill Island      | Mayo               |                                                    | 53,9998° N, 10,05867° W F 649 075 MA042-021001-              |      |
| Mullaghawny                               |                                      | Ballina                   | Mayo               |                                                    | 54,06849° N, 9,10919° W G 274 138 MA039-083----              |      |
| Rathlacken                                |                                      | Ballycastle               | Mayo               |                                                    | 54,29077° N, 9,28152° W G 165 387 MA007-016006-              |      |
| Rathoonagh                                |                                      | Ballycastle               | Mayo               |                                                    | 54,26932° N, 9,33708° W G 129 364 MA014-004----              |      |
| Ros Dumhach Rosduagh                      |                                      |                           | Mayo               |                                                    | 54,28012° N, 9,80106° W F 827 383 MA004-016001-              |      |
| Monaghan                                  |                                      |                           |                    |                                                    |                                                              |      |
| Carn                                      |                                      | Newbliss                  | Monaghan           |                                                    | 54,17955° N, 7,06597° W H 610 260 MO013-029----              |      |
| Edergole                                  |                                      | Rockcorry                 | Monaghan           |                                                    | 54,12159° N, 7,06191° W H 613 195 MO018-043----              |      |
| Killydrutan                               |                                      | Monaghan                  | Monaghan           |                                                    | 54,22801° N, 6,98783° W H 660 315 MO013-007----              |      |
| Tiredigan                                 |                                      | Newbliss                  | Monaghan           |                                                    | 54,19736° N, 7,07478° W H 604 279 MO012-041----              |      |
| Sligo                                     |                                      |                           |                    |                                                    |                                                              |      |
| Carrownagh                                |                                      |                           | Sligo              |                                                    | 54,20491° N, 8,41151° W G 732 285 SL021-020----              |      |
| Carrowreagh Süd                           |                                      | Aclare                    | Sligo              |                                                    | 54,05734° N, 8,94112° W G 383 123 SL036-003----              |      |
| Carrowreagh Nord                          | Giant's Grave Cashelnamon            | Aclare                    | Sligo              |                                                    | 54,05863° N, 8,94054° W G 383 128 SL036-002----              |      |
| Creevykeel                                |                                      | Cliffony                  | Sligo              | Größtes Court Tomb Irlands                         | 54,43861° N, 8,43333° W G 719 545 SL003-032----              |      |
| Creevymore                                |                                      | Cliffony                  | Sligo              |                                                    | 54,43348° N, 8,44815° W G 709 539 SL002-010----              |      |
| Cummeen                                   |                                      | Sligo                     | Sligo              |                                                    | 54,27701° N, 8,52677° W G 657 365 SL014-045----              |      |
| Fortland                                  |                                      | Easky                     | Sligo              |                                                    | 54,27632° N, 8,95839° W G 377 368 SL011-034----              |      |
| Killaspugbrone                            |                                      | Strandhill                | Sligo              |                                                    | 54,27498° N, 8,59838° W G 610 364 SL013-003----              |      |
| Magheraghanrush                           | Deerpark                             | Lough Gill                | Sligo              |                                                    | 54,27933° N, 8,38111° W G 752 367 SL015-050----              |      |
| Moytirra East                             | Giant’s Grave                        | Ballyfarnan               | Sligo              |                                                    | 54,07582° N, 8,28378° W G 814 141 SL035-079----              |      |
| Streedagh                                 | Giant’s Grave                        | Grange                    | Sligo              |                                                    | 54,38977° N, 8,54958° W G 643 491 SL005-024001-              |      |
| Tipperary                                 |                                      |                           |                    |                                                    |                                                              |      |
| Shanballyedmond                           |                                      | Rear Cross                | Tipperary          | Eines der südlichsten.                             | 52,67935° N, 8,23036° W R 844 587 TN038-013----              |      |
| Tyrone                                    |                                      |                           |                    |                                                    |                                                              |      |
| Ally                                      |                                      | Drumquin                  | Tyrone             |                                                    | 54,5994° N, 7,60287° W H 257 724 TYR033-001                  |      |
| Altmore                                   |                                      | Pomeroy                   | Tyrone             |                                                    | 54,57022° N, 6,96693° W H 668 696 TYR045-008                 |      |
| Balix Lower                               |                                      | Plumbridge                | Tyrone             |                                                    | 54,7969° N, 7,24203° W H 483 963 TYR006-006                  |      |
| Ballywholan                               | Carnagat                             | Clogher                   | Tyrone             |                                                    | 54,38588° N, 7,14558° W H 569 470 TYR065-002                 |      |
| Beltany                                   |                                      | Omagh                     | Tyrone             |                                                    | 54,68666° N, 7,3553° W H 416 826 TYR025-008                  |      |
| Carnanransy                               | Cloghmore                            |                           | Tyrone             |                                                    | 54,71184° N, 7,03179° W H 624 853 TYR019-005                 |      |
| Creggandevesky                            |                                      | Carrickmore               | Tyrone             |                                                    | 54,61897° N, 7,00458° W H 645 750 TYR037-014                 |      |
| Killymoon Demesne                         |                                      | Cookstown                 | Tyrone             |                                                    | 54,63325° N, 6,72603° W H 825 768 TYR029-066                 |      |
| Loughmacrory                              |                                      | Omagh                     | Tyrone             |                                                    | 54,63759° N, 7,0952° W H 577 777 TYR027-014                  |      |
| Meenagorp                                 |                                      | Plumbridge                | Tyrone             |                                                    | 54,77038° N, 7,29764° W H 452 916 TYR0011-012                |      |
| Waterford                                 |                                      |                           |                    |                                                    |                                                              |      |
| Ballynamona Lower                         |                                      | Dungarvan                 | Waterford          | Südlichstes in Irland                              | 52,00295° N, 7,58204° W X 287 836 WA039-007----              |      |